# Hoplangia durotrix
Hoplangia durotrix is een rifkoralensoort uit de familie van de Caryophylliidae. De wetenschappelijke naam van de soort werd voor het eerst geldig gepubliceerd in 1860 door Philip Henry Gosse.

## Beschrijving
Hoplangia durotrix is koloniaal steenkoraal. Vormt kleine clusters, tot 50 mm breed, waarbij de individuele koraalskeletknoppen een steenachtige basale korstvorming vormen. De skeletten van individuele poliepen zijn cilindrisch en tot 10 mm hoog en 4 mm diameter. De poliepen zijn doorschijnend bruinachtig en zetten mogelijk alleen in het donker uit.

## Verspreiding
Hoplangia durotrix is veel voorkomend aan de zuidwestelijke kusten van Europa, van Noord-Frankrijk tot Portugal, Madeira en de Canarische Eilanden. Algemeen in de Middellandse Zee. Deze soort leeft vastgehecht aan rotsen, in grotten en spleten in de schaduw. Voornamelijk opgenomen in het ondiepe sublitoraal op een diepte van 0 tot 25 meter.